# Губка Боб Квадратні Штани (сезон 12)
Дванадцятий сезон мультсеріалу «Губка Боб Квадратні Штани» транслювався з 11 листопада 2018 до 29 квітня 2022 року. Сезон налічує 26 серій.
Сезон був підтверджений шоуранером Вінсентом Воллером 5 травня 2017 року

## Серії
| Номер | Номер у сезоні | Оригінальна назва                  | Українська назва                 | Автор(и) сценарію              | Дата показу в США | Дата показу в Україні |
| --- | -------------- | ---------------------------------- | -------------------------------- | ------------------------------ | ----------------- | --------------------- |
| 242a | 1a             | «FarmerBob»                        | Фермер Боб                       | Люк Брукшир                    | 11 листопада 2018 | 14 червня 2023        |
| Губка Боб та Патрік працюють день на фермі Старого Дженкінса.                                                                                      |                |                                    |                                  |                                |                   |                       |
| 242b | 1b             | «Gary and Spot»                    | Ґері та Плямчик                  | Ендрю Гудман                   | 27 липня 2019     | 14 червня 2023        |
| Сенді розповідає про нічні пригоди Ґері та його друга Плямчика.                                                                                    |                |                                    |                                  |                                |                   |                       |
| 243a | 2a             | «The Nitwitting»                   | Недотепи                         | Каз Прапуоленіс                | 13 січня 2019     | 14 червня 2023        |
| Патрік відводить Губку Боба у престижний заклад Пустих голів.                                                                                      |                |                                    |                                  |                                |                   |                       |
| 243b | 2b             | «The Ballad of Filthy Muck»        | Балада про Бруднюка              | Каз Прапуоленіс                | 20 січня 2019     | 14 червня 2023        |
| Патрік починає гратися з брудом і стає невпізнаваним.                                                                                              |                |                                    |                                  |                                |                   |                       |
| 244a | 3a             | «The Krusty Slammer»               | Красті в'язниця                  | Ендрю Гудман                   | 27 січня 2019     | 15 червня 2023        |
| Після того, як Планктон порушив закон, Містер Крабс перетворює «Красті Крабс» на в'язницю.                                                         |                |                                    |                                  |                                |                   |                       |
| 244b | 3b             | «Pineapple RV»                     | Ананасовий фургон                | Люк Брукшир                    | 17 липня 2020     | 15 червня 2023        |
| Губка Боб і Патрік перетворили ананас Губки Боба на фургон для подорожі за чарівною квіткою, щоб дати Сквідварду відпустку, на яку він заслуговує. |                |                                    |                                  |                                |                   |                       |
| 245a | 4a             | «Gary's Got Legs»                  | Якби у Ґері були ніжки           | Люк Брукшир                    | 27 липня 2019     | 15 червня 2023        |
| Ґері дають пару кінцівок, щоб він зміг ходити на ряду з Губкою Бобом, але згодом господар виглядає в'ялим порівняно з ним.                         |                |                                    |                                  |                                |                   |                       |
| 245b | 4b             | «King Plankton»                    | Король Планктон                  | Каз Прапуоленіс                | 22 червня 2019    | 15 червня 2023        |
| Планктон хоче попрактикуватися у правлінні в морі, і тому він зменшується, щоб правити в акваріумі з морськими мавпочками Губки Боба.              |                |                                    |                                  |                                |                   |                       |
| 246a | 5a             | «Plankton's Old Chum»              | Сміттєве відро                   | Каз Прапуоленіс                | 30 листопада 2019 | 1 червня 2023         |
| Після того, як місце, де Планктон викидає помиї, переповнюється, він обманює Губку Боба, щоб той розніс помиї по всьому місту.                     |                |                                    |                                  |                                |                   |                       |
| 246b | 5b             | «Stormy Weather»                   | Можлива гроза                    | Дуг Лоуренс                    | 22 червня 2019    | 1 червня 2023         |
| Губка Боб потоваришував із грозовою хмаринкою на ім'я Кап-Кап, але він має захищати її від ведучого прогнозу погоди Гейла Доплера.                 |                |                                    |                                  |                                |                   |                       |
| 247a | 6a             | «Swamp Mates»                      | Товариші з болота                | Люк Брукшир                    | 11 квітня 2020    | 1 червня 2023         |
| Розшукуючи свою фігурку, Бабл Бас, разом із Патріком застрягають у незвичному болоті.                                                              |                |                                    |                                  |                                |                   |                       |
| 247b | 6b             | «One Trick Sponge»                 | Фокус-покус Квадратні Штани      | Дуг Лоуренс                    | 11 квітня 2020    | 1 червня 2023         |
| Губка Боб навчився виконувати новий фокус, але не може знайти глядачів.                                                                            |                |                                    |                                  |                                |                   |                       |
| 248a | 7a             | «The Krusty Bucket»                | Красті Відро                     | Дуг Лоуренс                    | 10 серпня 2019    | 2 червня 2023         |
| Планктон створює клонів себе та містера Крабса, але жоден з ресторанів не застрахований від новачка.                                               |                |                                    |                                  |                                |                   |                       |
| 248b | 7b             | «Squid's on a Bus»                 | Сквідвард у автобусі             | Каз Прапуоленіс                | 28 вересня 2019   | 2 червня 2023         |
| Сквідвард з радістю міняється роботою з водієм автобусу, доки у цей автобус не заходять Губка Боб та Патрік.                                       |                |                                    |                                  |                                |                   |                       |
| 249a | 8a             | «Sandy's Nutty Nieces»             | Племінниці Сенді                 | Люк Брукшир                    | 29 червня 2019    | 2 червня 2023         |
| До Сенді завітали племінниці і Губка Боб їх наглядає.                                                                                              |                |                                    |                                  |                                |                   |                       |
| 249b | 8b             | «Insecurity Guards»                | Служба охорони                   | Люк Брукшир                    | 29 червня 2019    | 2 червня 2023         |
| Губка Боб та Патрік стають охоронцями музею, в той час як Сквідвард намагається повісити свою картину непоміченим.                                 |                |                                    |                                  |                                |                   |                       |
| 250a | 9a             | «Broken Alarm»                     | Зламаний будильник               | Бен Грубер                     | 6 липня 2019      | 2 червня 2023         |
| Губка Боб зламав свій дорогоцінний будильник і не може знайти нічого досить гучного, щоб розбудити його вчасно.                                    |                |                                    |                                  |                                |                   |                       |
| 250b | 9b             | «Karen's Baby»                     | Малюк Карен                      | Бен Грубер                     | 10 серпня 2019    | 2 червня 2023         |
| Карен дізнається, що діти дуже швидко ростуть, коли їй поштою приходить дитина.                                                                    |                |                                    |                                  |                                |                   |                       |
| 251a | 10a            | «Shell Games»                      | Гра панцирів                     | Ендрю Гудман                   | 7 березня 2020    | 6 червня 2023         |
| Патрік виявляє, що камінь, під яким він живе, насправді морська черепаха.                                                                          |                |                                    |                                  |                                |                   |                       |
| 251b | 10b            | «Senior Discount»                  | Знижки для старих                | Ендрю Гудман                   | 6 липня 2019      | 7 червня 2023         |
| Старий Дженкінс заважає роботі «Красті Крабс» і Містер Крабс не може його вигнати.                                                                 |                |                                    |                                  |                                |                   |                       |
| 252a | 11a            | «Mind the Gap»                     | Інтелектуальна прірва            | Дуг Лоуренс                    | 14 вересня 2019   | 8 червня 2023         |
| Сквідвард закриває щілину в зубах Губки Боба, що викликає різку та несподівану зміну в його поведінці і голосі.                                    |                |                                    |                                  |                                |                   |                       |
| 252b | 11b            | «Dirty Bubble Returns»             | Повернення Брудної Бульки        | Дуг Лоуренс                    | 23 листопада 2019 | 7 червня 2023         |
| Недавно очищена Брудна Кулька починає працювати у «Красті Крабс», де його спокушує бруд.                                                           |                |                                    |                                  |                                |                   |                       |
| 253a | 12a            | «Jolly Lodgers»                    | Веселі жильці                    | Каз Прапуоленіс                | 7 березня 2020    | 8 червня 2023         |
| Сквідвард тимчасово переїжджає в готель, де проходить з'їзд медузоловів.                                                                           |                |                                    |                                  |                                |                   |                       |
| 253b | 12b            | «Biddy Sitting»                    | Няньки для старенької            | Каз Прапуоленіс                | 8 лютого 2020     | 9 червня 2023         |
| Губка Боб та Патрік няньчать літню жінку, яка хоче втекти.                                                                                         |                |                                    |                                  |                                |                   |                       |
| 254-255 | 13-14          | «SpongeBob's Big Birthday Blowout» | День народження Губки Боба       | Каз Прапуоленіс та Дуг Лоуренс | 12 липня 2019     | 18 жовтня 2023        |
| Губка Боб та Патрік подорожують по поверхні, у той час, як жителі Бікіні Боттом готують сюрприз для Губки Боба.                                    |                |                                    |                                  |                                |                   |                       |
| 256a | 15a            | «SpongeBob in Randomland»          | Губка Боб у Химерії              | Каз Прапуоленіс                | 21 вересня 2019   | 9 червня 2023         |
| Губка Боб та Сквідвард приймають доставку в місто, де закони логіки не працюють.                                                                   |                |                                    |                                  |                                |                   |                       |
| 256b | 15b            | «SpongeBob's Bad Habit»            | Шкідлива звичка Губки Боба       | Люк Брукшир                    | 21 вересня 2019   | 19 жовтня 2023        |
| Губка Боб ніяк не може припинити гризти нігті, і не розуміє чому.                                                                                  |                |                                    |                                  |                                |                   |                       |
| 257a | 16a            | «Handemonium»                      | Під гарячу руку                  | Дуг Лоуренс                    | 23 листопада 2019 | 3 липня 2023          |
| Гігантська рукавичка Планктона з «Помийного Відра» здичавіла в місті, але у Губки Боба є друг, який здатний їм допомогти.                          |                |                                    |                                  |                                |                   |                       |
| 257b | 16b            | «Breakin'»                         | Перерва                          | Ендрю Гудман                   | 14 вересня 2019   | 3 липня 2023          |
| Губка Боб бере першу в житті перерву на роботі у «Красті Крабс», але він не знає як проведе свій дорогоцінний час.                                 |                |                                    |                                  |                                |                   |                       |
| 258a | 17a            | «Boss for a Day»                   | Бос на один день                 | Каз Прапуоленіс                | 17 липня 2020     | 20 жовтня 2023        |
| Після травми у «Красті Крабс», Крабс залишає Губку Боба за головного.                                                                              |                |                                    |                                  |                                |                   |                       |
| 258b | 17b            | «The Goofy Newbie»                 | Новачок у «Гуфі Губері»          | Каз Прапуоленіс                | 28 вересня 2019   | 20 жовтня 2023        |
| Патрік отримує роботу в кафе «Гуфі Губер», коли дізнався, що працівники отримують безкоштовне морозиво.                                            |                |                                    |                                  |                                |                   |                       |
| 259a | 18a            | «The Ghost of Plankton»            | Привид Планктона                 | Дуг Лоуренс                    | 12 жовтня 2019    | 27 жовтня 2023        |
| Планктон обертається на привида, щоб викрасти секретну формулу, і бере кілька уроків у Летючого Голландця.                                         |                |                                    |                                  |                                |                   |                       |
| 259b | 18b            | «My Two Krabses»                   | Мої два Крабси                   | Ендрю Гудман                   | 18 січня 2021     | 27 жовтня 2023        |
| Містер Крабс готується до побачення, однак Губка Боб та Патрік дають йому забагато допомоги.                                                       |                |                                    |                                  |                                |                   |                       |
| 260a | 19a            | «Knock Knock. Who's There?»        | Стук-стук, хто там?              | Каз Прапуоленіс                | 23 квітня 2021    | 23 жовтня 2023        |
| Губка Боб наглядає за домом містера Крабса та робить найкращий захист дому від грабіжників.                                                        |                |                                    |                                  |                                |                   |                       |
| 260b | 19b            | «Pat Hearts Squid»                 | Патрік плюс Сквідвард            | Дуг Лоуренс                    | 9 липня 2021      | 23 жовтня 2023        |
| Сквідвард повинен розділити свій дім з Патріком, але поведінка власника турбує навіть Патріка.                                                     |                |                                    |                                  |                                |                   |                       |
| 261a | 20a            | «Lighthouse Louie»                 | Луї з маяка                      | Люк Брукшир                    | 18 січня 2021     | 3 липня 2023          |
| Губка Боб прочищує маяк школи водіння Місіс Пафф і знаходить милого, але неприємного компаньйона.                                                  |                |                                    |                                  |                                |                   |                       |
| 261b | 20b            | «Hiccup Plague»                    | Епідемія гикавки                 | Люк Брукшир                    | 22 квітня 2022    | 3 липня 2023          |
| Ніхто в Бікіні Боттом не застрахований від заразної гикавки.                                                                                       |                |                                    |                                  |                                |                   |                       |
| 262a | 21a            | «A Cabin in the Kelp»              | Хатинка у водоростях             | Каз Прапуоленіс                | 12 жовтня 2019    | 24 жовтня 2023        |
| Сенді, Карен та Місіс Пафф беруть Перл до лісу, щоб розіграти, але плани раптово змінюються.                                                       |                |                                    |                                  |                                |                   |                       |
| 262b | 21b            | «The Hankering»                    | Таємна пристрасть                | Ендрю Гудман                   | 30 листопада 2019 | 24 жовтня 2023        |
| Містер Крабс таємно від всіх їсть помиї, які йому подобаються. Він готовий заради них віддати все.                                                 |                |                                    |                                  |                                |                   |                       |
| 263a | 22a            | «Who R Zoo?»                       | У світі тварин                   | Дуг Лоуренс                    | 8 лютого 2020     | 24 жовтня 2024        |
| Губка Боб і Патрік роблять зоопарк з мильних бульбашок, та запрошують туди всіх жителів Бікіні Боттом.                                             |                |                                    |                                  |                                |                   |                       |
| 263b | 22b            | «The Kwarantined Krab»             | Краб на карантині                | Ендрю Гудман                   | 29 квітня 2022    | 24 жовтня 2023        |
| «Красті Крабс» потрапляє під надзвичайний карантин, але ніхто не знає, хто несе таємничу хворобу…                                                  |                |                                    |                                  |                                |                   |                       |
| 264a | 23a            | «Plankton's Intern»                | Стажист Планктона                | Люк Брукшир                    | 30 квітня 2021    | 4 липня 2023          |
| Планктон потребує у допомозі стажиста, який знає про Крабса краще всіх.                                                                            |                |                                    |                                  |                                |                   |                       |
| 264b | 23b            | «Patrick's Tantrum»                | Патрік розлютився                | Каз Прапуоленіс                | 25 лютого 2022    | 4 липня 2023          |
| Ніхто не хоче, щоб у Патріка сталася істерика через дзвоники.                                                                                      |                |                                    |                                  |                                |                   |                       |
| 265a | 24a            | «Bubble Bass's Tab»                | Рахунок Бабл Баса                | Каз Прапуоленіс                | 9 квітня 2021     | 25 жовтня 2023        |
| Бабл Бас не оплачує свій рахунок у «Красті Крабс», тому Містер Крабс відправляє Губку Боба і Сквідварда до його дому, щоб змусити його заплатити.  |                |                                    |                                  |                                |                   |                       |
| 265b | 24b            | «Kooky Cooks»                      | Висока кухня                     | Люк Брукшир                    | 9 квітня 2021     | 25 жовтня 2023        |
| Місіс Пафф вважає, що Містер Крабс скупий, тому він наймає Губку Боба і Сквідварда офіціантами, щоб справити на неї враження.                      |                |                                    |                                  |                                |                   |                       |
| 266 | 25             | «Escape from Beneath Glove World»  | Втеча з надр рукавичкового світу | Дуг Лоуренс                    | 18 січня 2020     | 26 жовтня 2023        |
| Губка Боб і Патрік потрапляють у підземні тунелі «Світу рукавичок», звідки вони втікають.                                                          |                |                                    |                                  |                                |                   |                       |
| 267a | 26a            | «Krusty Koncessionaires»           | Концертні Крабові Петті          | Ендрю Гудман                   | 7 листопада 2020  | 4 липня 2023          |
| У Містера Крабса є секретний план по продажу крабових Петті — він підготував концертну сцену, куди запросив дуже відомих гостей.                   |                |                                    |                                  |                                |                   |                       |
| 267b | 26b            | «Dream Hoppers»                    | Стрибки уві сні                  | Ендрю Гудман                   | 7 листопада 2020  | 4 липня 2023          |
| Губка Боб подорожує по снах своїх друзів. |                |                                    |                                  |                                |                   |                       |